# Turdoides hartlaubii
El turdoide de Hartlaub (Turdoides hartlaubii) es una especie de ave paseriforme de la familia Leiothrichidae propia de África.

## Distribución y hábitat
Se encuentra en Angola, Botsuana, Burundi, República Democrática del Congo, Namibia, Ruanda, Tanzania, Zambia y Zimbabue. No está amenazado.